# Dipenda

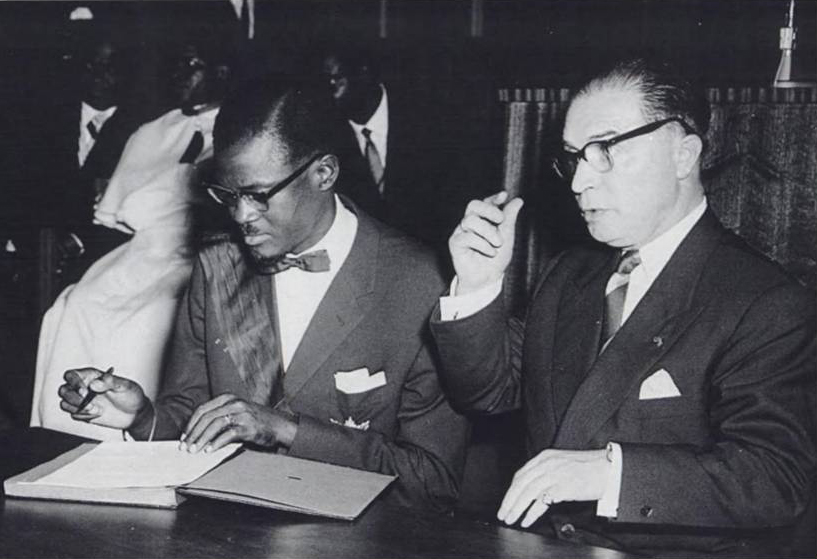
Patrice Lumumba ondertekent de Congolese onafhankelijkheidsverlening. Naast hem Gaston Eyskens.

Dipenda is een verbastering van het Franse woord voor onafhankelijkheid, indépendance. Het is in de jaren 1950 ontstaan in Belgisch-Congo.
Met deze term werd door de Congolese vrijheidsbeweging (MNC, ABAKO en CONAKAT) de onafhankelijkheid van Congo opgeëist en verkregen.
Na 30 juni 1960 werd Dipenda tevens de historische term om de Congolese onafhankelijkheid in al haar facetten aan te duiden.